# 中村梅太郎
中村 梅太郎（なかむら うめたろう、1907年12月30日 - 1989年5月17日）は、日本の俳優、歌舞伎役者である。本名柳川 勝好（やながわ かつよし）。
子役時代は中村 福呂（なかむら ふくろ）、マキノ・プロダクションに入社してマキノ 梅太郎（マキノ うめたろう）と名乗るが、マキノ家の人間ではない。マキノ退社後、尾上 梅太郎（おのえ うめたろう）を名乗る。出演した映画はすべてサイレント映画であった。歌舞伎界の出身であり、後に歌舞伎界に復帰した。歌舞伎役者としては中村福呂、中村梅太郎、中村梅之助、中村梅雀を名乗った。屋号は梅高屋、定紋は梅雀。

## 来歴・人物
1907年（明治40年）12月30日、兵庫県神戸市に生まれる。
高砂屋四代目中村福助（後の3代目中村梅玉）に入門、1912年（明治45年/大正元年）、4歳のときに「中村福呂」を名乗り、大阪「浪花座」で初舞台を踏む。7歳のときには、初代中村鴈治郎が浅岡を演じた『先代萩』で千松を演じた。18歳のときには、京都「三友劇場」に出演、また市川九團次一座にも参加していた。
1927年（昭和2年）4月、19歳のとき、京都のマキノ・プロダクション御室撮影所に入社する。牧野省三から「マキノ梅太郎」を命名される。入社第1作は富沢進郎監督、武井龍三主演の『闇をゆく者』で、同作は同年8月5日に公開された。明けて1928年（昭和3年）1月10日公開の『ひよどり草紙 第一篇』では主役を張った。また同年、梅太郎を含め、マキノ家ではないが「マキノ」姓を拝命した5人の若手俳優を「マキノ青年派」と名づけ、牧野は彼らを売り出した。結成第1作『神州天馬侠 第一篇』は同年2月3日に公開され、同年中に全4作が製作された。しかし、同年5月にはマキノを退社、「尾上梅太郎」と改名して日本映画プロダクション連盟に参加した。このため二川文太郎の弟子・田川通（のちの大河内龍）が二代目マキノ梅太郎を襲名、『神州天馬侠』の後半2篇は二代目が出演している。
同連盟は早々に瓦解し、翌1929年（昭和4年）4月、21歳のとき、中村福太郎と改名して帝国キネマ演芸に入社した。さっそく5月公開の市川百々之助主演作『里見八犬伝』に出演、明けて1930年（昭和5年）には『地獄絵巻』にも出演した。
中村梅太郎劇団で活動したのち、1942年梅玉の元に復帰。1943年中村梅之助と改名。その後歌舞伎から離れたが、1972年初代中村梅雀を名乗り関西歌舞伎に復帰した。

## おもなフィルモグラフィ
マキノ・プロダクション 「マキノ梅太郎」名義
- 闇をゆく者　1927年　監督富沢進郎、原作・脚本滝沢憲、主演武井龍三、河上君栄
- ひよどり草紙 第一篇　1928年　監督人見吉之助、原作吉川英治、脚本内田菊子、共演松尾文人、岡島艶子、尾上松緑 (2代目)
- 神州天馬侠 第一篇　1928年　監督曾根純三、原作吉川英治、脚本椎名良太
- 神州天馬侠 第二篇　1928年　監督曾根純三、原作吉川英治、脚本椎名良太

帝国キネマ演芸 「中村梅太郎」名義
- 里見八犬伝　1929年　監督渡辺新太郎、原作・脚本松平昌之、主演市川百々之助
- 地獄絵巻　1930年　監督高見貞衛、原作・脚本山内英三、主演実川延松、望月礼子

## 関連事項
- マキノ・プロダクション （牧野省三）
- マキノ青年派 - マキノ潔、マキノ久夫、マキノ登六、マキノ正美、マキノ梅太郎
- 日本映画プロダクション連盟
- 帝国キネマ

## 註
1. 1 2 3 4 5  『日本映画俳優全集・男優編』（キネマ旬報社、1979年）の「中村梅太郎」の項（p.413）を参照。同項執筆は岡部龍。
2. 1 2  立命館大学衣笠キャンパスの「マキノ・プロジェクト」サイト内の「管家紅葉 氏談話」の記述を参照。
3. ↑  『日本映画俳優全集・男優編』（キネマ旬報社、1979年）の「マキノ登六」の項（p.529）を参照。同項執筆は盛内政志。